# Fiorinia neriifolii
Fiorinia neriifolii är en insektsart som beskrevs av Borchsenius och Williams 1962. Fiorinia neriifolii ingår i släktet Fiorinia och familjen pansarsköldlöss.
Artens utbredningsområde är Pakistan. Inga underarter finns listade i Catalogue of Life.